# De Warande (Turnhout)

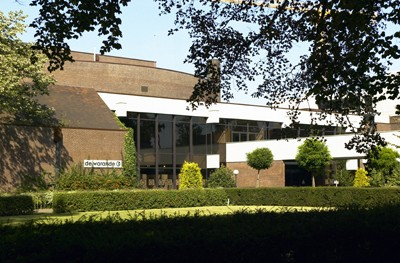
De Warande

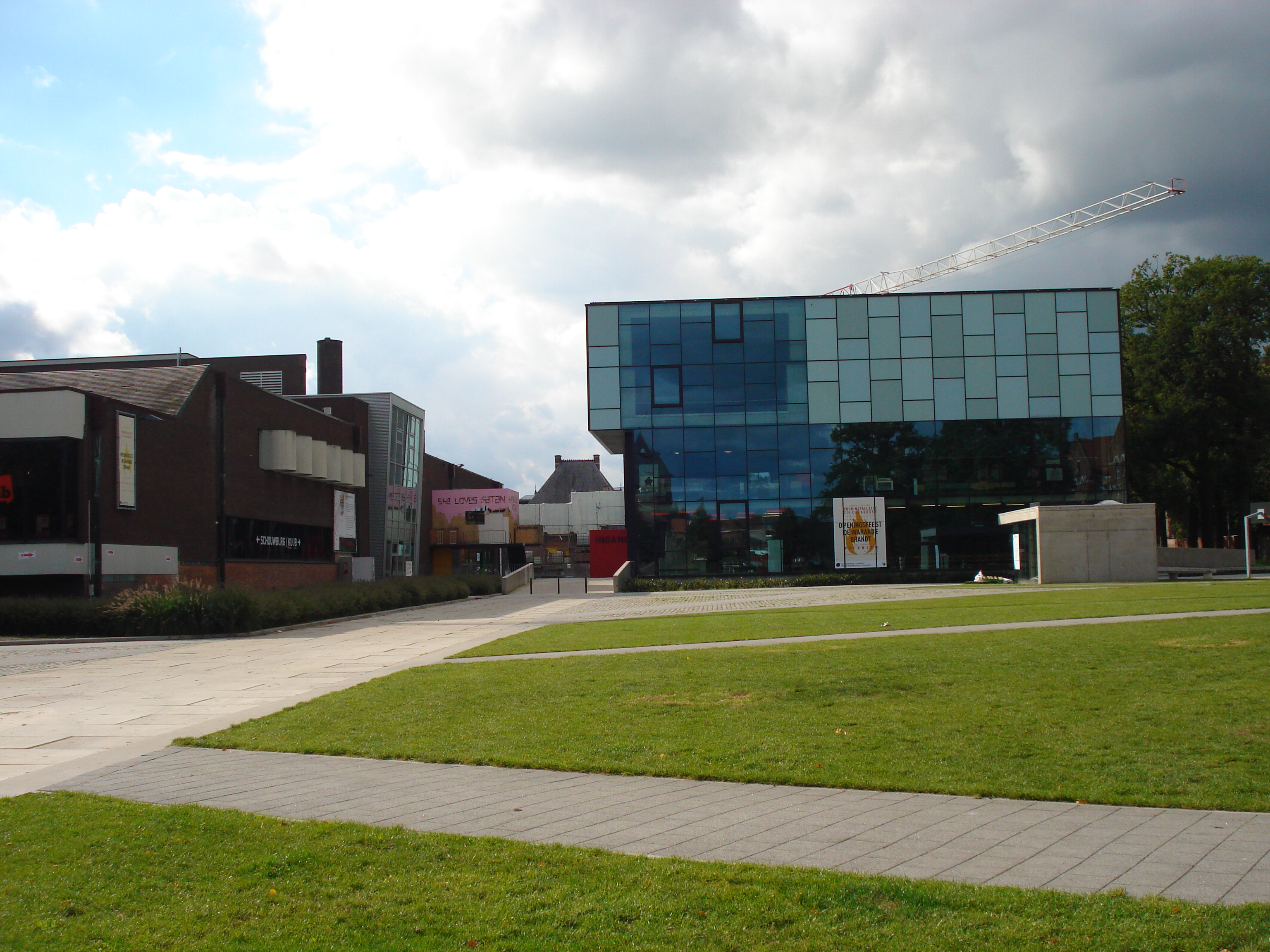
De Kuub op het Kasteelplein

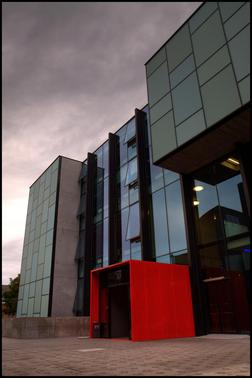
Ingang Kuub

De Warande is een provinciaal cultuurhuis in de stad Turnhout en was een van de eerste culturele centra in Vlaanderen.
Het omvat onder andere een schouwburg, een theater- en concertzaal ('de Kuub') en verschillende kleinere project- en podiumruimtes. De Warande biedt tevens onderdak aan de openbare bibliotheek van Turnhout en culturele projecten.
De naam Warande verwijst naar een besloten jachtterrein van het kasteel van de hertogen van Brabant, dat in de middeleeuwen als jachtslot werd gebruikt.

## Geschiedenis
In 1962 werden de architecten Vanhout, Wauters en Schoeters aangesteld voor het ontwerp van een cultureel centrum. Vijf jaar later werd gestart met de bouw en op 28 oktober 1972 werd de Warande geopend. Het cultureel centrum De Warande werd zo een van de eerste culturele centra in Vlaanderen. Dat toenmalig minister van cultuur Frans Van Mechelen afkomstig was uit Turnhout, was daarin waarschijnlijk een belangrijke factor.
Eind jaren negentig werd beslist om het bestaande gebouw uit te breiden met, onder andere, een tweede podiumzaal naar een ontwerp van architectenbureau Macken & Macken. In september 2005 worden de nieuwe zalen voor het publiek geopend met opvoeringen, tentoonstellingen en projecten.
In 2010 werd gestart met verbouwings- en uitbreidingswerken aan het oorspronkelijke gebouw met het oog op 2012, het jaar waarin Turnhout cultuurstad van Vlaanderen was. Er werd onder meer in een nieuwe exporuimte en een ondergrondse fuifzaal voor jongeren voorzien. Het nieuwe plan werd ontworpen door architect Lieven Achtergael.

## Projecten
Behalve theater-, muziek-, dans-, comedy-, literaire voorstellingen en tentoonstellingen, is de Warande de vaste stek van volgende projecten:
- Ar-Tur: centrum voor architectuur, stedelijkheid en landschap in de Kempen
- Dinamo: vormingsaanbod voor volwassenen
- Kaaiman: acteeropleiding voor jongeren
- MOOOV: jaarlijks filmfestival in verschillende steden
- Kunstinzicht: kunsteducatieve projecten voor en met het onderwijs
- Stormopkomst: multidisciplinair kunstenfestival voor kinderen en volwassenen
- Stripgids: uitgever van het gelijknamige tijdschrift en organisator tweejaarlijks stripfestival